# Gurjant Singh
Gurjant Singh, född den 26 januari 1995, är en indisk landhockeyspelare.

## Karriär
Gurjant Singh ingick i det indiska landhockeylag som tog brons vid OS 2020 och vid OS 2024.